# Мем (интернет)
 Тази статия е за онлайн шегите.  За концепцията в културната антропология, с която те са свързани, вижте Мем.  
Интернет мемът (наричан още мийм или меме; на английски: Internet meme) е вид мем, който се разпространява в интернет, често чрез платформи за социални медии и особено за хумористични цели. Мемовете се разпространяват от човек на човек чрез социални мрежи, блогове, имейл или новинарски източници. Те могат да са свързани към редица съществуващи Интернет култури или субкултури, често създавани или разпространявани в различни уебсайтове. Една отличителна черта на интернет мемовете е присвояването на част от по-широка култура, например чрез умишлени правописни грешки на думи и фрази (като lolcats) или използване на неправилна граматика (като doge); по-специално, много мемове използват популярната култура (особено в image macros на други медии), въпреки че това може да доведе до проблеми с авторските права. Незабавната комуникация в интернет улеснява предаването от уста на уста, което води до прищевки и сензации, които са склонни бързо да нарастват. Пример за такава прищявка е тази на планкинг: актът на публикуване на снимка на хора, лежащи изправени и с лице надолу на обществени места; пускането на снимката онлайн насочва вниманието към прищявката и ѝ позволява да достигне до голям брой хора за кратък период от време. „Dank“ мемовете се появяват като нова форма на image macros и много съвременни мемове поемат включването на сюрреалистични, безсмислени и непоследователни теми.
Разговорно термините „мем“ и „интернет мем“ могат да се отнасят до медии, които са проектирани във формата на истински интернет мемове, но които сами по себе си не са предназначени за разпространение или еволюция и които са станали общи термини, отнасящи се до всякакво бързо консумирано комедийно или свързано с това съдържание. Това, което се счита за мем, може да варира в различните интернет общности и да подлежи на промяна с течение на времето: традиционно мемовеите се състоят от комбинация от image macros и концепция или крилата фраза, но оттогава концепцията става по-широка и многостранна, развивайки се да включва по-сложни структури като предизвикателства, GIF файлове, видеоклипове и вирусни сензации.

## Произход
Думата „мем“ е измислена от Ричард Докинс в неговата книга от 1976 г. „Себичният ген“ като опит да се обясни как идеите се възпроизвеждат, мутират и еволюират (меметика). 
Концепцията за интернет мема е предложена за първи път от Майк Годуин в изданието от юни 1993 г. на сп. „Wired“. През 2013 г. Докинс характеризира интернет мема като мем, умишлено променен от човешкото творчество – различен от биологичните гени и собствената му прединтернетна концепция за мем, който включва мутация чрез случайна промяна и разпространение чрез точна репликация, както при дарвиновата селекция. Докинс обяснява, че интернет мемовете по този начин са „отвличане на първоначалната идея“, самата идея за мем, който е мутирал и се е развил в тази нова посока. Освен това интернет мемовете носят допълнително свойство, което обикновените мемове нямат: интернет мемовете оставят отпечатък в медията, чрез който се разпространяват (например социални мрежи), което ги прави проследими и анализируеми.

### Общи атрибути
Има два основни атрибута на интернет мемовете: творческо възпроизвеждане на материали и интертекстуалност. Творческото възпроизвеждане се отнася до „пародии, ремикси или смесвания“ и включва забележителни примери като пародии на Hitler’s Downfall и Nyan Cat, наред с други. Интертекстуалността може да бъде демонстрирана чрез мемове, които съчетават различни култури: например, мем може да се състои от корица на приказката от Ханс Кристиан Андерсен „Снежната кралица“, картинка на героинята Елза от анимационния филм от 2013 г. „Замръзналото кралство“ и снимка от музикалното видео на попфолк изпълнителя Азис за песента му „Ледена кралица“ от 2005 г., сравнявайки ги, поставяйки третото като най-висшият пример за героинята от детската приказка.

## Еволюция и разпространение
Интернет мемът може да остане същият или може да се развие с течение на времето, случайно или чрез коментари, имитации, пародия или чрез включване на новинарски разкази за себе си. Интернет мемовете могат да се развиват и разпространяват изключително бързо, понякога достигайки световна популярност в рамките на няколко дни. Те обикновено се формират от някакво социално взаимодействие, справка за поп култура или ситуации, в които хората често се оказват. Бързият им растеж и въздействие привличат вниманието както на изследователите, така и на индустрията. В академичната сфера изследователи моделират как се развиват и предсказват кои мемове ще оцелеят и ще се разпространят в Мрежата. В търговската сфера те се използват във вирусния маркетинг, където са евтина форма на масова реклама.
Един емпиричен подход изучава характеристиките и поведението на мемовете независимо от мрежите, в които те се разпространяват, и стига до набор от заключения относно успешното им разпространение. Например изследването твърди, че интернет мемовете не само се съревновават за вниманието на зрителите, което обикновено води до по-кратък живот, но също така, чрез творчеството на потребителите, те могат да си сътрудничат помежду си и да постигнат по-голямо оцеляване. Също така е парадоксално, че отделен мем, който изпитва пик на популярност значително по-висок от средната си популярност, обикновено не се очаква да оцелее, освен ако не е уникален, докато мем без такъв пик на популярност продължава да се използва заедно с други мемове и по този начин има по-голяма жизнеспособност.
Множество противоположни изследвания на медийната психология и комуникация имат за цел да характеризират и анализират концепцията и представянията, за да я направят достъпна за академичните изследвания. По този начин интернет мемовете могат да се разглеждат като единица информация, която се възпроизвежда чрез Интернет. Това устройство може да се репликира или мутира. Тази мутация, вместо да бъде генерационна, следва по-скоро вирусен модел, като дава на интернет мемовете по принцип кратък живот. Други теоретични проблеми с интернет мемовете са тяхното поведение, вид промяна и тяхната телеология.
Интернет мемовете са изследвани от Барбара Дансигие и Лийвен Ванделанот през 2017 г. за аспекти на когнитивната лингвистична и строителна граматика. Авторите анализират някои селективни популярни image macros като „Каза никой, никога", „Не можеш просто да влезеш в Мордор“, „Но това не е моя работа“ и Good Girl Gina, за да  се обърне внимание на конструкцията, мултимодалността, гледната точка и интерсубективността на тези мемове. По-нататък те твърдят, че с комбинацията от текст и изображения интернет мемовете могат да добавят към функциониращата езикова рамка на конструкцията, както и да създават нови езикови конструкции.
Пишейки за в. „Вашингтон Поуст“ през 2013 г., Доминик Басулто твърди, че с нарастването на Интернет и практиките на маркетинговата и рекламната индустрия мемовете са дошли да предават по-малко фрагменти от човешката култура, които биха могли да оцелеят векове, както първоначално е предвиждал Докинс, и вместо това предават баналност за сметка на големи идеи.

## История
Интернет мемовете нарастват като концепция в средата на 90-те години на 20 век. По това време мемовете са само кратки клипове, които се споделят между хората във форумите на Usenet. С развитието на интернет се развиват и мемовете. Когато Ютюб е пуснат през 2005 г., видео мемовете стават популярни. По това време рикролването (rickrolling) става популярно и линкът към това видео е изпратен по имейл или други сайтове за съобщения. Споделянето на видеа също създава мемове като Turn Down for What и Harlem Shake. Тъй като уебсайтовете на социалните медии като Туитър и Фейсбук започват да се появяват, вече е лесно да се споделят GIF и image macros на голяма аудитория. Уебсайтовете за генериране на мемове са създадени, за да позволят на потребителите да създават свои собствени мемове от съществуващите шаблони. Тогавашни мемове могат да останат популярни дълго време, от няколко месеца до десетилетие, което контрастира с кратката продължителност на живота на съвременните мемове.

В зародиша на историята на интернет мемовете се разпространяват предимно по електронната поща или по Usenet дискусионни общности. Форумите и нюзгрупите също са популярни, тъй като позволяват прост метод на хората да споделят информация или мемове с разнообразна популация от потребители на интернет за кратък период. Те насърчават комуникацията между хората и по този начин между мемовете, които обикновено не влизат в контакт. Освен това те активно насърчават споделянето на мемове в рамките на форуми или популацията на нюзгрупи, като искат обратна връзка, коментари, мнения и т.н. С този формат се раждат ранните интернет мемове като Хампстер танц (Hampster Dance). Друг фактор за увеличеното предаване на мем, наблюдавано по интернет, е неговият интерактивен характер. Печатните материали, радиото и телевизията са по същество пасивни преживявания, изискващи от читателя, слушателя или зрителя да извърши цялата необходима когнитивна обработка; за разлика от това социалната природа на интернет позволява явленията да се разпространяват по-лесно. Много явления се разпространяват и чрез уеб търсачки, интернет форуми, услуги за социални мрежи, сайтове за социални новини и услуги за видео хостинг. Голяма част от способността на интернет да разпространява информация е подпомогнато от резултатите, намирани чрез търсачките, които могат да позволят на потребителите да намират мемове дори с неясна информация.
По-ранните форми на мемове, базирани на изображения, включват демотивационен плакат, image macros, фотошопирано изображение, ЛОЛкотки (LOLcats), съветващи животни и комикси. Демотиватционния плакат включва черен фон с бял текст с главни букви, често в шрифт Times New Roman. Целта на използването на този формат е да се пародират вдъхновяващи и мотивационни плакати, откъдето произлиза името „демотивационен“. Image macro-то се състои от изображение с бял шрифт Impact в черна граница. Текстът / контекстът на мема е в горната и долната част на самото изображение. Фотошопираното изображение е тясно свързано с макроизображението, но често се създава без използване на текст, предимно редактиран с друго изображение. Съветващите животни съдържат фотошопирано изображение на главата на животно върху дъгово/цветно фоново колело. Включва image macro-то на горния и долния текст с шрифт Impact. ЛОЛкотки включва дизайна на image macros и съветващи животни, но вместо само главата на котката, това е цялата картина, нередактирана с горен и долен текст, често с използването на интернет жаргон. Комиксите следват типичен формат за комикси за вестници. Съществуват различни начини за създаване на един, тъй като множество изображения и текстове могат да бъдат използвани за създаване на цялостния мем.

### Съвременни мемове
Съвременните мемове започват да се появяват първо под формата на „dank“ мемове – поджанр на мемовете, които обикновено включват мемови формати по различен начин от image macro-тата, които са били широко използвани преди. Терминът dank, което означава „студено, влажно място“, по-късно е адаптиран от пушачите на марихуана да се отнася до висококачествена марихуана и след това се превръща в ироничен термин за тип мем, който също става синоним на „готин“. Този термин първоначално означава мем, който се различава значително от нормата, но сега се използва главно за разграничаване на тези съвременни типове мемове от други, по-стари типове, като image macros. Dank мемове могат да се отнасят и до „изключително уникални или странни“ мемове. Те са описани като „интернет шеги“, които са „толкова разиграни, че отново стават забавни“ или са „толкова безсмислени, че са смешни“. Форматите обикновено са от популярни телевизионни предавания, филми или видеоигри и потребителите след това добавят хумористичен текст и изображения върху тях. Културата около мемовете, особено dank мемове, нараства до степента на създаването на много субкултури около тях. Например „пазар на мемове“, посвещаващ се на разговорите и акциите, които обикновено се намират на Уол Стрийт, е създаден през септември 2016 г. Първоначално стартиран в Reddit като r/MemeEconomy, хората само на шега „купуват“ или „продават“ акции в мем, за да покаже колко популярен е мемът. Пазарът се разглежда като начин да се покаже как хората приписват стойност на обикновени и иначе безценни неща като мемовете.
Един пример за dank мем е „Кой уби Ханибал?“, който е направен от два кадъра от епизода от 2013 г. на Шоуто на Ерик Андре. Мемът включва водещия Андре, който застрелва своя съводещ Ханибал Бюрес в първия кадър и след това се оплаква, че неговият съводещ е застрелян в следващия, като Андре често е изобразен да обвинява някой друг за изстрела. Това е адаптирано към други ситуации, като например бейби бумъри, обвиняващи поколението Y за проблеми, за които се твърди, че ги причиняват.
Dank мемите също могат да произтичат от интересни изображения от реалния живот, които се споделят или ремиксират много пъти. Така наречените молци (moth) мемове (често стилизирани с диакритикчния знак „o“: möth) се появяват, след като потребител на Reddit публикува снимка на молец отблизо, която намира пред прозореца си, в subreddit-а r/creepy. Това изображение на молец става популярно и започва да се използва в мемове. Тези мемове за молци обикновено се отнасят за молец, който иска да намери лампа. Според Крис Гринтър, лепидоптерист от Калифорнийската академия на науките, тези мемове са излетели, защото хората намират привличането на молци към лампите за доста странно и това явление все още не е напълно обяснено от науката.

Много съвременни мемове произтичат от безсмислени или иначе несвързани фрази, които след това се повтарят и поставят в други формати. Един пример за това е „Направиха операция на грозде“ (на английски: They did surgery on a grape), от видео на хирургическата система Да Винчи, която извършва тестова операция върху грозде. Хората, споделящи публикацията, се склоняват към добавянето на същия надпис към нея („They did surgery on a grape“) и в крайна сметка създават сатиричен образ с няколко слоя надписи върху него. Мемове като този продължават да се разпространяват, когато хората започват да включват фразата в различни, иначе несвързани мемове.
Нарастващата тенденция към ирония в мем културата води до абсурдни мемове за разлика от постмодерното изкуство. Много интернет мемове имат няколко слоя смисъл, изградени от други мемове, което не е разбираемо, освен ако зрителят не е видял всички предишни мемове. „Дълбоко пържени“ мемове (от англ. deep fried memes) – мемове, които са изкривени и преминават през няколко филтъра , често са противокултурни и странни за човек, който не е запознат с тях. Пример за тези мемове е мемът „E“, снимка на Ютюб личността Markiplier, фотошопната върху картинка на лорд Фаркуад от анимационния филм „Шрек“, фотошопната в снимка от изслушването на Марк Зукърбърг в Конгреса на САЩ. „Сюрреалистичните“ мемове се основават на идеята за увеличаване на слоевете ирония, така че да не бъдат разбираеми от популярната култура или корпорации. Странната ирония е обсъдена в статията на в. „Вашингтон Поуст“ „Защо хилядолетният хумор е толкова странен?“ като прекъсване на връзката с начина, по който милениалите и други поколения замислят хумора; самата статия също се превръща в мем, където хората фотографират върху статията примери за пържени и сюрреалистични мемове, за да се подиграят със смисъла на статията и с абстракцията на мем културата.

### Пепе Жабока
Анимационният герой на Мат Фури, Пепе Жабока, се превърна в интернет мем, когато популярността му непрекъснато нараства в Myspace, Gaia Online и 4chan през 2008 г. През 2014 г. изображения на Пепе са споделени в социалните мрежи от известни личности като Кейти Пери и Ники Минаж. Това води до значителен ръст на популярността. До 2015 г. тя се превръща в един от най-популярните мемове, използвани от 4chan и Tumblr. Различните видове Пепе включват „Тъжен Пепе“, „Самодоволен Пепе“ и „Ядосан Пепе“. От 2014 г. „Редки Пепета“ се публикуват на (сатиричния) „пазар на мемове“, сякаш са карти за търговия.
По време на президентските избори в САЩ през 2016 г. се появяват мемове с Пепе и расизъм, а десните и Доналд Тръмп започват да използва мемове с Пепе. Малко след това Пепе е определен като символ на омразата от Лигата за борба с клеветата и Хилъри Клинтън, въпреки че не всеки мем на Пепе е класифициран като такъв. До септември 2018 г. услугата за социални медии Gab използва като свое лого подобна на Пепе илюстрация на жаба (наречена „Gabby“). Сайтът е популярен сред алтернативната десница.
Приликата на Пепе е използвана и от протестиращите в продължаващите протести в Хонг Конг 2019 – 2920 като символ на предизвикателството и съпротивата срещу правителството на Китай. За разлика от общественото възприятие на мема на Запад протестиращите го виждат като карикатура, която „изглежда смешно и завладява сърцата на толкова много младежи. Това е символ на младежкото участие в това движение".

### Уоджак
Уоджак са рисунки на човешка глава. Мемът е подобен на Пепе Жабата. Подобно на Пепе, има много варианти. Те често се използват за изразяването на емоции. Популярни версии са такива с малък мозък или с липсващ такъв и NPC, които имат опростени сиви лица.

### Видеа в кратка форма
След успеха на приложението Vine се появява формат на мемовете под формата на кратки видеоклипове и сценарии. Vine, въпреки затварянето си в началото на 2017 г., все още запазва значение чрез качване на популярни вайнове (от англ. vines) в компилации на други сайтове за споделяне в социални медии като Туитър и Ютюб. След спирането на Vine услугата ТикТок е описана като по-добра версия на Vine и са направени много сравнения между двете платформи; въз основа на качването на видеоклипове в кратка форма ТикТок позволява качването на видеа с дължина една минута, в сравнение с шестте секунди на Vine.
Видеоклиповете с кратка форма, създадени на сайтове като Vine и ТикТок, намират приложение при публикуването им в други сайтове в социалните медии, примерно Туитър, като форма на реагиране и отговор на други публикации. Тези видеоклипове се възпроизвеждат в друг контекст и често стават част от интернет културата. Пример за мем от ТикТок е косплеят на Nyannyancosplay, съпоставен с песента „Mia Khalifa“ на ILOVEFRIDAY. Този мем става известен като Hit or Miss. Hit or Miss е препращан многократно, включително в Rewind 2018 на ПюДиПай като един от най-влиятелните мемове на годината заедно с много други влиятелни мемове на годината. Видеото за пренавиване на ПюДиПай за 2018 г. е гледано над 70 милиона пъти и има 8,9 милиона харесвания към 28 април 2020 г. Hit or Miss също е ремиксиран, включително и от други влиятелни в социалните медии като Belle Delphine. Ютюб каналът на SirKibbs качва видеоклип на Belle Delphine и Kat (Nyannyancosplay), сравнени една до друга, и събира 2,7 милиона гледания към 28 април 2020 г.
|  | Тази страница частично или изцяло представлява превод на страницата Internet meme в Уикипедия на английски. Оригиналният текст, както и този превод, са защитени от Лиценза „Криейтив Комънс – Признание – Споделяне на споделеното“, а за съдържание, създадено преди юни 2009 година – от Лиценза за свободна документация на ГНУ. Прегледайте историята на редакциите на оригиналната страница, както и на преводната страница, за да видите списъка на съавторите. ВАЖНО: Този шаблон се отнася единствено до авторските права върху съдържанието на статията. Добавянето му не отменя изискването да се посочват конкретни източници на твърденията, които да бъдат благонадеждни. |